# هانم بنت باشا (مسلسل)
هانم بنت باشا مسلسل تلفزيوني درامي اجتماعي مصري يتألف من 33 حلقة وهو من إخراج سعيد حامد وتأليف ياسر عبدالرحمن أحمد.
وقد قام بأدوار البطولة وشارك بالتمثيل فيه عددٌ من نجوم الدراما المصرية بالإضافة إلى نخبة من النجوم الشباب والوجوه الجديدة، وعلى رأس فريق عمل مسلسل هانم بنت باشا النجمة حنان ترك في دور هانم عبد الحميد باشا بطلة المسلسل، والفنان الشاب عمرو يوسف في دور الشاب الثري الذي يخدع هانم ويقوم بأستغلالها، والفنانة القديرة رجاء الجداوي، ومن النجوم الشباب محمد رمضان وسهام جلال، وأميرة هاني ومنار العطار، مسلسل هانم بنت باشا دراما اجتماعية مصرية من إنتاج عام 2009م.

تدور أحداث المسلسل حول هانم الفتاة المحجبة التي تبيع الشاي في حي زنقة الستات بالمنشية في الإسكندرية يموت والدها ويترك لها أخوتها الأضغر منها وتضطرها الظروف إلى تحمل مسئولية أخواتها وكبت مشاعرها خوفاً من أن يستغلها أحد بالرغم من وقوعها في غرام أحد الشباب في الزنقة .

## قصة المسلسل
مسلسل هانم بنت باشا هو مسلسل درامي اجتماعي مصري يتناول قصة فتاة فقيرة مات والدها والذي كان يعمل سائقاً خاصاً لإحدى العائلات الثرية بالإسكندرية، تاركاً لها إخوة صغاراً ليكونوا أمانة في عنقها حيث تعمل على تربيتهم والإنفاق عليهم، وتضطرها الظروف السيئة التي تعاني منها إلى أن تتحمل مسئولية نفسها وأخواتها الصغار، ولكنها لا تجد عملاً يوفر لها ولإخوتها حياة كريمة فتضطر إلى أن تبيع الشاي في زنقة الستات، متجاهلة لمشاعرها في قالب درامي مؤثر، وقد تعرضت الشخصية بطلة مسلسل هانم بنت باشا لموقف درامي بعدما صفعت الفتاة الغنية التي كان يقوم والدها بالعمل لديها سائقاً خاصاً، فتقرر الفتاة الغنية الانتقام من بطلة مسلسل هانم بنت باشا بأن تخطط لإدخال والدها إلى السجن، ولم يتحمل الرجل مرارة الظلم وقسوة السجن فيموت من الحسرة في محبسه، ولم تجد الفتاة بطلة مسلسل هانم بنت باشا بداً من مغادرة الإسكندرية والسفر إلى القاهرة، لتتعرض لمواقف أكثر درامية عندما تقع في حب شاب وتكتشف أنه يستغلها ويخدعها.